# Крішпль
Крішпль —  містечко та громада в австрійській землі Зальцбург. Містечко належить округу Галлайн.
Крішпль на мапі округу та землі.